# Haarolie

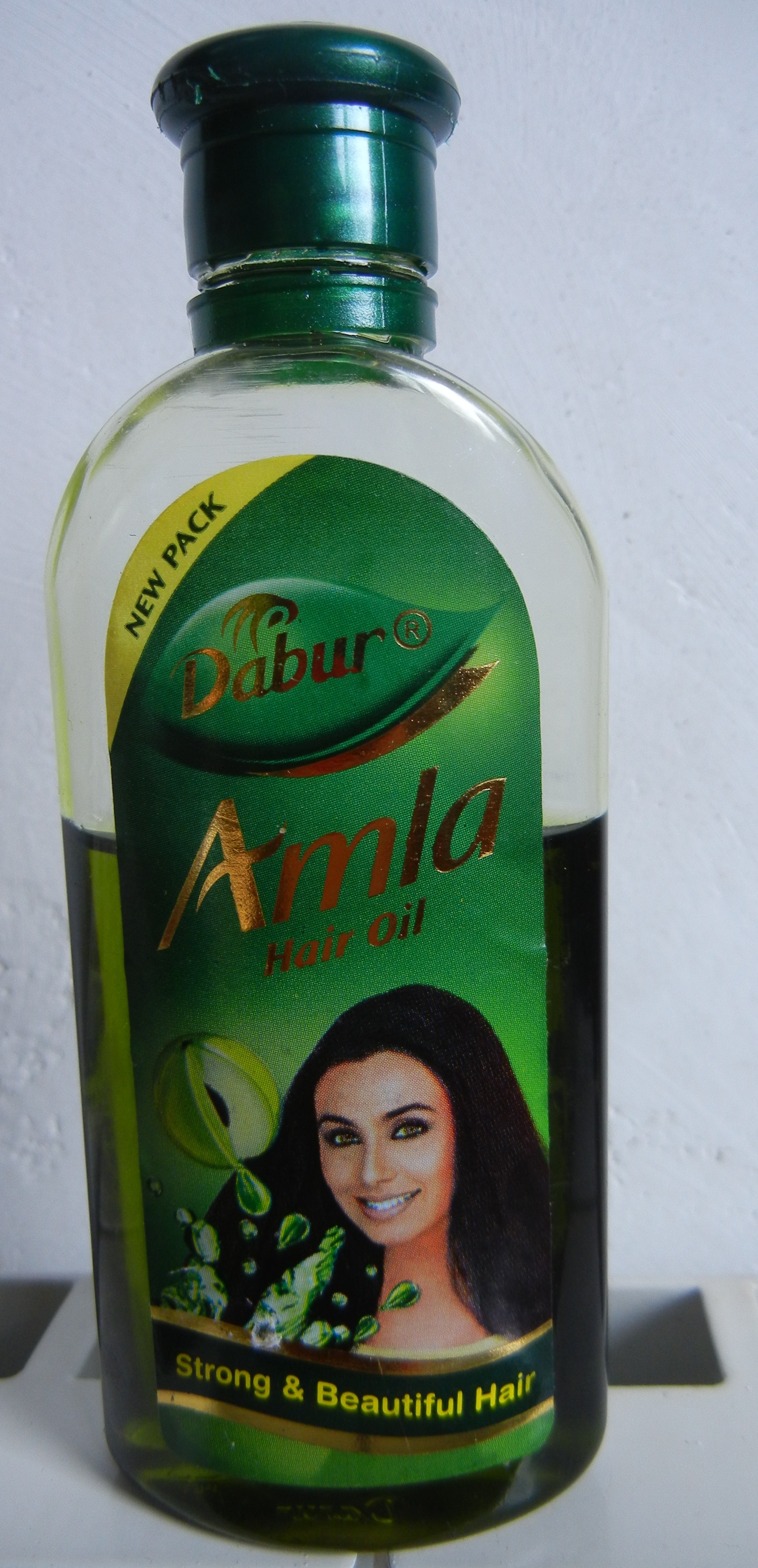
Een flesje haarolie

Haarolie is een olie die in het haar aangebracht wordt om het haar te verzorgen, te stylen, of als hairconditioner om het haar te herstellen en te versterken. Er zijn commerciële haaroliën, die als een cosmetica verkocht worden in winkels, maar ook traditionele haaroliën die door de lokale bevolking gemaakt en gebruikt worden.
Voor de bereiding van haarolie worden zowel minerale- als plantaardige oliën gebruikt. Kokosolie is een veelgebruikt ingrediënt en is een belangrijk ingrediënt in Makassarolie. Andere plantaardige oliën die in haarolie verwerkt zijn, zijn amandelolie, arganolie, babassu-olie en olie uit planten uit het geslacht Arctium. Naast de oliën zitten er ook plantenextracten in zoals henna en parfums. Dit om het haar en de hoofdhuid te verzachten, te laten glanzen en te parfumeren.